# Beccumon namlang
Beccumon namlang е вид ракообразно от семейство Potamidae.

## Разпространение
Видът е разпространен в Тайланд.